# KUMA POWER HOUR with Utada Hikaru
『KUMA POWER HOUR with Utada Hikaru』（くまぱわーあわーうぃずうただひかる）は、宇多田ヒカルがパーソナリティを務めたInterFMのラジオ番組。宇多田の活動休止期間中の、2013年4月16日から2014年3月18日にかけて、毎月1回第3火曜日にオンエアされた。放送時間は22:00 - 23:00の1時間で、全編宇多田の自宅で録音したものとなっており、ジングルからオープニングテーマ、選曲、録音、編集までを全て宇多田自身が手掛けた。

## 概要
「KUMA POWER HOUR with Utada Hikaru」は、活動休止中の宇多田ヒカルが、日々の生活のなかで出会った音楽を紹介する番組。宇多田にとっては、『宇多田ヒカルのトレビアン・ボヘミアン』以来13年ぶりのレギュラー番組となる。
タイトルは、宇多田が所有するクマのぬいぐるみ（通称：くまちゃん）に由来する。2010年に行われた活動休止前の最後のコンサート『WILD LIFE』のツアーグッズのブランド名が「KUMA POWER」であり、その後も幾度か自身のTwitterで「KUMA POWER」について発言している。
番組は、全編宇多田の自宅で録音したものとなっており、ジングルからオープニングテーマ、選曲、録音、編集までを全て宇多田自身が手掛けた。宇多田はその制作について「基本丸投げされていて、ディレクターもいない一人きりの部屋で、コンピュータとマイクに向かってひたすら録音している。編集もほぼ基本的には一人でやってる」と語った。

## 背景
宇多田は、1999年から2000年にかけて約1年間の間、JFL系列で自身のレギュラー番組『宇多田ヒカルのトレビアン・ボヘミアン』を持っていた。その後、2009年3月には、その特別番組『宇多田ヒカルのトレビアン・ボヘミアンスペシャル』でゲストにピーター・バラカンと渋谷陽一を招いていた。そして、宇多田は2010年に活動休止期間「人間活動」に入るが、その頃InterFMの執行役員になっていた前述のバラカンが「宇多田さんはラジオDJに向いてる」と、宇多田にラジオ番組のパーソナリティになることを提案していた。宇多田もそれを快諾し、本番組の制作・オンエア決定に至った。後にバラカンは、当時宇多田にラジオ番組を提案したことについて、雑誌「SWITCH」のインタビューで語った。前述の宇多田のラジオにバラカンが呼ばれた際、彼は宇多田について、「ああ、この人ラジオの喋り手として面白いな」と感じたという。そしてバラカンはその「面白い選曲」については、「単純に言えば月並みではないということ」、「他の人があまり注目していない音楽を独自のアンテナで捉えて紹介してくれる。あるいは有名な曲だとしてもその取り上げ方や紹介の仕方にもセンスのある人。」と語っている。
また宇多田は、ラジオ番組を始めることについて、「活動休止中だし、ちょっと一瞬迷った」と明かしつつも「月一で番組をやることで、もっと紹介したい曲に対して、アンテナを張ることができるし、音楽のことがもっと考えることができるので、自分にとってもいいことかなと思った」と語った。

## 影響
宇多田は本番組の最終回となる第9回の最後に、次のようにコメントしていた。
「今後、ラジオが例えば、番組が放送されたあと一定期間ストリーミングでネットで聴けるとか＜中略＞そうゆうようなポジティブな変化が今後どんどん進んでいくといいなと思っています。ラジオと現代の生活スタイルとか、他のメディアをこう全部繋げるような変化があるといいな」
そして約2年後の2016年、音楽活動を再開した宇多田は、10月11日に1回限定のラジオ番組「サントリー天然水 Presents 宇多田ヒカルのファントーム・アワー」で再びパーソナリティを務めた。またこれに際して、PC・スマホアプリ「radiko」は、前述の宇多田の提言に答える形で、新機能「タイムフリー聴取」と「シェアラジオ」の実証実験を開始した。また同番組は、「ラジオの新時代の扉を開けるにふさわしい特別な番組を作りたい」という日本民間放送連盟ラジオ委員会の計画により、単独アーティストの番組では史上初めて全国の民放ラジオ101局で放送されることなった。
東洋経済は記事の中で、「新しいステージに立ったラジオと、8年半ぶりにアルバムを発売した宇多田ヒカルさんの思いが一致した」と述べ、「衰退の一途をたどってきたかに見えたメディアに、一筋の光明が差している」と評した。また、宇多田は同番組内で、「好きなものがあったり、これいいな、と思えるものがあったら人に教えたくなるのが、社会性を持った人間という生き物の性質」、「ラジオの新しい時代の幕開けになればいいなと思います」と語った。

## 放送時間
- Inter FM 第三火曜 22:00 - 23:00

## ナビゲーター
- 宇多田ヒカル

## 番組内容
番組は全9回。ほぼ毎回一つのテーマが示され、それに関する楽曲が選曲・オンエアされた。番組では、日本語と英語の両方で曲紹介やトークが行われた。第2回は、宇多田が扁桃腺炎を患ったため延期となったほか、9月17日放送予定の回は、宇多田の母・藤圭子が前月に亡くなっており、宇多田自身気持ちの整理が必要だったため休止となった。代わりに、同月2日に放送された藤圭子の追悼番組「Roadside Radio」が再放送された。また、翌年1月21日放送回は、宇多田の体調不良のため延期された。

### 第1回（2013.04.16）
2年4か月振りの肉声披露となった。番組を終えた宇多田は「一人きりでしゃべりを録るのが、思っていた以上に寂しい」と語った。
- Atoms For Peace
「BEFORE YOUR VERY EYES」
「STUCK TOGETHER PIECES」
- Bobby Womack featuring Lana Del Rey
「DAYGLO REFLECTION」
- Frank Ocean
「CRACK ROCK」
- Liam Lynch（英語版）
「UNITED STATES OF WHATEVER」
- Antony And The Johnsons
「CRAZY IN LOVE」
- Nina Simone
「I LOVES YOU, PORGY」
- 藤圭子
「新宿の女」
- T.Rex
「BALLROOMS OF MARS

### 第2回（2013.06.18）
「女性ボーカル」特集。番組では、過去に自らのしゃべり声や歌い声が苦手だったが、「桜流し」をリリースした際に周囲から「声が変わった」「低い部分がもっと出てる」「ちょっと大人っぽくなった」「日本語の発音がすごく丁寧だね」と言われたことで、そのコンプレックスを乗り越えることができたと語った。また、番組内では宇多田がcoccoの「遺書」を少し口ずさむシーンがある。その他、BGMにはすべてLFOの曲が用いられた。
- Mahalia Jackson
「AMAZING GRACE」
- Sade
「I WILL BE YOUR FRIEND」
- This Motal Coil（英語版）(Vo.Elizabeth Fraser（英語版）)
「SONG TO THE SIREN」
- Cocco
「遺書。」
- P.J.Harvey
「DOWN BY THE WATER」
- 宇多田ヒカル
「桜流し」
- 庄司紗矢香
「レーガー: 前奏曲とフーガ ト短調OP.117-2」
- Cassandra Wilson
「YOU DON'T KNOW WHAT LOVE IS」
- Bjork
「UNISON」

### 第3回（2013.07.16）
「スネア」特集。宇多田が「このスネアの音をずっと聴いていたい」って思うような曲を紹介した。
- The xx
「INTRO」
- Jeff Buckley
「EVERYBODY HERE WANTS YOU」
- Drake
「CREW LOVE featuring The Weekend」
「STARTED FROM THE BOTTOM」
- Brownstone
「IF YOU LOVE ME」
- Marvin Gaye
「MERCY MERCY ME」
- U2
「SUNDAY BLOODY SUNDAY」
- Bruce Springsteen
「STREETS OF PHILADELPHIA」
- 宇多田ヒカル
「PASSION」

### 第4回（2013.08.20）
「インディーズ」特集。番組内でいくつか"英語の不適切用語"が用いられたことで、宇多田は事前にTwitterで「実は放送禁止用語的な問題でそのまま放送していいのか審議がなされたそうです…」と語ったが、審議の結果、宇多田の選曲は改編などをされることなく放送された。
- Peaches（英語版）
「I DON'T GIVE A FXXK」
「TOMBSTONE, BABY」
- THEESatisfaction（英語版）
「QUEENS」
「GOD」
- Metronomy
「CORINNE」
- Highlights（英語版）
「SECRETS」
- Of Montreal
「A SENTENCE OF SORTS IN KONGSVINGER」
- 大正九年
「欲情科学」
- This Motal Coil（英語版）
「LOOSE JOINTS」
「YOU AND YOUR SISTER」
- Sky Ferreira（※メジャーアーティスト）
「EVERYTHING IS EMBARRASSING」

### 第5回（2013.10.15）
「有名アーティストの、あまり有名じゃない曲」特集。
- Elton John
「TINY DANCER」
- Stevie Wonder
「YOU AND I」
- Sting
「I BURN FOR YOU」（LIVE)
- Prince
「SOMETIMES IT SNOWS IN APRIL」
- Nine Inch Nails
「THE FRAIL」
「THE WRETCHED」
- Mariah Carey
「THE WIND」
- The Smashing Pumpkins
「STAND INSIDE YOUR LOVE」
- The Beatles
「YOU NEVER GIVE ME YOUR MONEY」
- 宇多田ヒカル
「テイク 5」

### 第6回（2013.11.19）
「スコットランド」特集。スコットランドの曲については「どんなにきれいであっても、土臭いリアリティがあって、包み込んでくれる懐かしさがある」という。「スコッチをちびちびやりながら…」の収録で、番組中盤には2杯目に突入、最後には「なんとか酔いつぶれずにここまでこれました」と満足げに語った。
- Cocteau Twins
「PINK ORANGE RED」
「LORELEI」
「BLUE BELL KNOLL」
「FIFTY-FIFTY CLOWN」
「ROAD,RIVER AND RAIL」
「FROU-FROU FOXES IN MIDSUMMER FIRES」
「STRANGE FRUIT」
- The Blue Nile
「EASTER PARADE」
「THE DOWNTOWN LIGHTS」
- Mogwai
「KILLING ALL THE FILES」

### 第7回（2013.12.17）
「ライブ音源」特集。
- Stereophonics
「SUPERMAN (LIVE)」
- Led Zeppelin
「SINCE I'VE BEEN LOVING YOU (LIVE)」
- John Lennon
「WELL WELL WELL (LIVE)」
「MOTHER (LIVE)」
- Jeff Buckley
「BE YOUR HUSBAND (LIVE)」
- Radiohead
「TRUE LOVE WAITS (LIVE)」
- 宇多田ヒカル
「AUTOMATIC (LIVE)」
「CAN'T WAIT 'TIL CHRISTMAS」

### 第8回（2014.02.18）
テーマは無しで、「連想」だけで選曲。また、収録の途中で7年ぶりに「ぎっくり腰」になったという。
- Robert Plant&Alison Krauss
「RICH WOMAN」
- Rhye
「OPEN」
「THE FALL」
「ONE OF THOSE SUMMER DAYS」
- Ashley
「ONE OF THOSE SUMMER DAYS」(cover）
- Nils Frahm（英語版）
「KEEP」
- Sigur Ros
「GOBBLEDIGOOK」
- Clvin Harris
「THINKNG ABOUT YOU feat.Ayah Marar」
- Stevie Wonder
「SUPERSTITUION」

### 第9回（2014.03.18）
「デュエット」特集。番組では、前年に亡くなった母・藤圭子とのデュエット曲を選曲し、「96年のリリース。かなり恥ずかしいんですが、かけたいと思います。最後に父も参加していて、こっぱずかしいですが、聴いて下さい」とリスナーに投げかけ、曲終わりには「家族としてこういう曲が残っているのはありがたいことですね」と語った。
- Jeff Buckley&Elizabeth Fraser（英語版）
「ALL FOLOWER IN TIME BEND TOWARDS THE SUN」
- Beyonce
「DRUNK IN LOVE (EXPLICIT) ft.JAY Z」
- U3（宇多田ヒカル&藤圭子）
「GOLDEN ERA」
- Nick Cave and the Bad Seeds（英語版）
「HENRY LEE」
- John Coltrane&Johnny Hartman
「THEY SAY IT'S WONDERFULL」
- Gorillaz
「ENPIRE ANTS」
- Passengers（U2&Bryan Eno）
「MISS SARAJEVO（Alternative Version）」
- Ella Fitzgerald&Louis Armstrong
「AUTUMN IN NEW YORK」